# Polonius
Pour les articles homonymes, voir Polonius (homonymie).

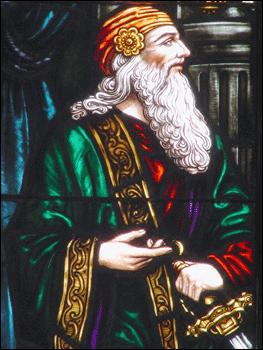
Un vitrail représentant Polonius.

Polonius est un personnage de fiction de la tragédie Hamlet, l'une des plus célèbres pièces de William Shakespeare. Polonius est le lord-chambellan et conseiller du roi, ainsi que le père de Laërte et Ophélie.

## Rôle dans la tragédie
Après avoir donné la permission à Laërte de repartir pour la France, Polonius interdit à sa fille Ophélie, qui lui promet d'obéir, d'avoir aucune relation amoureuse avec le prince Hamlet. Il envoie son serviteur Reynaldo à Laërte, puis Ophélie lui parle des mystérieux gestes d'Hamlet. Polonius se met à croire que le prince est devenu fou. Il accueille les comédiens, puis met des plans en place afin de découvrir la raison de la folie d'Hamlet. Il commence par l'espionner en l'envoyant auprès d'Ophélie puis une seconde fois avec Gertrude où il meurt accidentellement tué par Hamlet d'un coup d'épée à travers une tapisserie qui lui servait d'espionnage dans la chambre de Gertrude.

## Mort de Polonius
Polonius, caché derrière une tapisserie, espionne Hamlet et Gertrude (Gertrude étant au courant de la présence de Polonius) dans sa chambre. Mais Hamlet fait peur à sa mère qui appelle au secours. Polonius répète et trahit sa présence. Hamlet croyant qu'il s'agit de Claudius, le transperce d'un coup d'épée à travers la tapisserie sous les yeux de la reine.
La mort de Polonius causera de nombreux bouleversements dans la suite de la pièce (la crainte de Claudius, la peur de Gertrude, la terreur du royaume, le départ d'Hamlet, la folie d'Ophélie, la vengeance de Laërte, etc.).